# 迪拜节日城
迪拜节日城是位于阿拉伯联合酋长国迪拜的一个大型开发项目，被称为“城中城”。其建设由爱尔富堂集团负责，2003年开始。该地区距迪拜湾东岸3.8公里，距迪拜国际机场2公里。区内有两座酒店、一座酒店式公寓，全部由洲际酒店集团所有。全区面积达6.47平方公里。该区集居住、商业、娱乐功能为一体，能提供住宅、办公室、学校、饭店、商店、码头、高尔夫球场等不同的设施。
迪拜节日城分为3个独立的区域：Marsa Al Khor、节日中心和Al Badia，中间由总长30公里的路网连接。2万座公寓、排屋、别墅将为5万名居民提供居住。区内可容纳办公人员5万人。迪拜国际机场、各重要商业区都能方便的通达这里。节日海滨中心是本区重要的购物广场，主打中低端品牌。3层楼，有550家品牌专柜、20家旗舰店、90家餐厅、咖啡馆及电影院。更靠里的节日力量广场也是3层建筑，提供日用品、电器，是全迪拜最大的家用品采购商城。周边尚有五星级酒店洲际皇冠假日酒店。